# Rumex ogulinensis
Rumex ogulinensis är en slideväxtart som beskrevs av V. Borbás. Rumex ogulinensis ingår i släktet skräppor, och familjen slideväxter. Inga underarter finns listade i Catalogue of Life.